# Good Vibrations (film)
Good Vibrations je britsko-irský hudební film z roku 2013, která pojednává o hudebním producentu a DJovi z Belfastu jménem Terri Hooley.

## Popis
Film byl natočel režisérským duem Lisa Barros D'Sa and Glenn Leyburn, na scénáři se podíleli Colin Carberry and Glenn Patterson. V hlavní roli filmu účinkuje irský herec Richard Dormer. Film popisuje kariéru irského DJe a hudebního producenta, který v 70. letech založil stejnojmenný obchod s deskami a vydavatelství a stal se producentem punkových skupin jako The Undertones, Protex, The Outcasts nebo Stiff Little Fingers. Hudbu k filmu, která tvoří jeho významnou součást, složil skladatel David Holmes. Film popisuje, jak se Hooley vždy snažil svou tvorbou stavět proti bigótnosti a sektářství, které provázelo vývoj konfliktu v Severním Irsku.